# Stibadium manti
Stibadium manti là một loài bướm đêm trong họ Noctuidae.